# Anthaxia aeneopicea
Anthaxia aeneopicea es una especie de escarabajo del género Anthaxia, familia Buprestidae. Fue descrita científicamente por Kerremans en 1900.